# Periana
Periana er en by og kommune i det sydlige Spanien i provinsen Málaga. Den har et indbyggertal på 3.350 (2024) indbyggere.